# Breg, Žitara vas
Breg (nemško Rain) je naselje v Občini Žitara vas v Okraju Velikovec na Koroškem v Avstriji.